# Mirsamad Poorseyedigolakhour
Mirsamad Poorseyedigolakhour / Mirsamad Poorseyedi Golakhour (Iran, 15 oktober 1985) is een Iraans wielrenner die anno 2014 voor Tabriz Petrochemical Team rijdt. Poorseyedigolakhour won in zijn loopbaan onder andere al het eindklassement in de Ronde van het Qinghaimeer, de Ronde van Iran, de Ronde van Ijen en de Ronde van Langkawi.
Tijdens de Ronde van Iran in 2011 testte Poorseyedigolakhour positief op het gebruik van epo. Hiervoor werd hij twee jaar geschorst.
In 2016 nam Poorseyedigolakhour deel aan de wegwedstrijd op de Olympische Spelen in Rio de Janeiro, maar reed deze niet uit.

## Belangrijkste overwinningen
2007
3e etappe Ronde van Taftan
2009
3e etappe Ronde van Milad du Nour
2010
1e etappe Ronde van Singkarak (Ploegentijdrit)
2011
3e etappe Ronde van de Filipijnen
Eindklassement Ronde van Iran
3e, 6e en 7e etappe Ronde van Singkarak
2013
3e etappe Ronde van het Qinghaimeer
 Eindklassement Ronde van het Qinghaimeer
2e etappe Ronde van Ijen
Eindklassement Ronde van Ijen
2014
4e etappe Ronde van Langkawi
 Eindklassement Ronde van Langkawi
3e etappe Ronde van Japan
 Eindklassement Ronde van Japan
2e etappe Ronde van Fuzhou
Eindklassement Ronde van Fuzhou
2015
4e etappe Ronde van de Filipijnen
4e etappe Ronde van Taiwan
 Eindklassement Ronde van Taiwan
Bergklassement Ronde van Taiwan
Eindklassement Ronde van Japan
5e etappe Ronde van Iran
Eindklassement Ronde van Iran
2016
4e etappe Ronde van Iran
Eind-, punten- en bergklassement Ronde van Iran
Bergklassement Ronde van Japan
2017
 Iraans kampioen tijdrijden, Elite
2018
 Iraans kampioen tijdrijden, Elite